# Вишварупа
Вишвару́па (IAST: Viśvarūpa , «обладающий всеми формами», «вселенская форма», «универсальная форма») — в индийской мифологии означает:
- в ведийский период — имя трёхголового демона, убитого Индрой;
- в индуизме — эпитет Вишну, когда его аватара Кришна предстает перед Арджуной на поле Курукшетры в облике всеобъемлющего космического бога, имеющего бесчисленные формы и воплощения[1][2].

## Древний демон
В ведийской мифологии Вишварупой названо трёхголовое существо демонической природы Тваштра, сын Тваштара. Вишварупа похитил коров, за что был поражён Тритой и Индрой. Иногда Вишварупу называют «Триширас» (трёхголовый) или по имени отца — «Тваштар». Вишварупа является хозяином бесчисленных стад скота и лошадей. Он — родовой жрец (пурохита) богов, хотя и принадлежит к асурам (демонам). Более подробно говорится о Вишварупе в эпосе, где он идентичен демону хаоса Вритре. В ряде случаев Вишварупа и Вритра являются двоюродными братьями.
Основной сюжет мифа включает рождение Вишварупы и его сестры — божественной кобылицы Саранью у Тваштара и одновременно демонической женщины асурского рода. Грозный, мудрый, предающийся подвижничеству, Вишварупа в борьбе богов и асуров тайно встаёт на сторону последних. Индра пытается соблазнить Вишварупу красотой апсар, но тот не поддаётся искушениям. Тогда Индра, получив отпущение грехов, убивает Вишварупу, срубив все три его головы. В гимне «Ригведы» в честь Агни упоминается древнее божество, воплощающее небесный свет и вытесненное Индрой из божественного пантеона.
Зная оружие, идущее от предков, этот,
Аптья, посланный Индрой, победил в борьбе.
Убив трёхглавого, о семи лучах,
Трита выпустил коров у сына Тваштара.
Индра зарубил (того,) кто замахнулся на слишком большую силу,
Благой господин — (того), кто мнил себя (таковым).
Забрав себе коров самого сына Тваштара
Вишварупы, он оторвал три его головы.Ригведа, мандала X, гимн 8, тексты 8-9
Миф сравнивают с иранским мифом о Траэтаоне, поразившем трёхглавого змея, и частично с древнегреческим сюжетом о Геракле и трёхголовом Герионе.

## Видение Арджуны
Вишварупой называют вселенскую форму Вишну, которую Кришна явил перед битвой на Курукшетре своему другу и ученику Арджуне. Последний просил Кришну увидеть космическую природу бога, о котором Арджуна знал, но не мог себе представить. Описание Вишварупы содержится в 11 главе «Бхагавадгиты».

Многоустый и многоокий, многие являющий чудеса, многими блистающий дивными украшениями, многие дивные оружия воздымающий, в дивные облачённый одежды с гирляндами, дивными умащенный мазями и благовониями, вмещающий все чудеса, божественный, беспредельный, во все стороны обращённый. Если бы заблистал на небе свет тысячи солнц одновременно, он был бы подобен сиянию его, духом великого. Тогда весь единый мир, многажды разделённый, узрел сын Панду там, в теле Бога богов. Повергнутый в изумление, объятый трепетом, молвил тогда Завоеватель богатств, перед Богом голову склонив и руки сложив в ладони: Вижу, о боже, в теле твоём всех богов и сонмы различных существ, Владыку Брахму, восседающего на троне-лотосе, и всех провидцев, и божественных змиев. Во образе вижу тебя, во все стороны бесконечном, со множеством рук, животов, ликов и очей, но не вижу ни конца твоего, ни середины, ни начала тоже, о владыка вселенной, образ вселенский! Увенчанного диадемой вижу тебя, носителя палицы и диска, блистания громаду, во все стороны светящего, ослепительного, откуда ни глянь, огня и солнца неизмеримым сиянием сверкающего. Ты — непреходящее, высшее познаваемое, ты — высшее убежище для вселенной, ты — нетленный хранитель вечного Закона, как предвечного Мужа мыслю я тебя. Как не имеющего ни начала, ни середины, ни конца и бесконечной мощью обладающего вижу тебя, чьи руки бесконечны, чьи очи — луна и солнце, чьи уста — сверкающий огонь, вселенную эту блистанием своим опаляющего. Ведь это пространство между небом и землёю тобою одним объято — как и все страны света; при виде этого чудного и грозного образа твоего содрогаются три мира, о великий духом!
— Бхагавадгита, гл. 11, ст. 11-20 (перевод В. Г. Эрмана)

## Теология
На поле битвы Курукшетры, где сходятся родственные кланы, эпический герой Арджуна сталкивается с моральной дилеммой: следовать дхарме и бороться со злом или отказаться от убийства родственников по гуманным соображениям. Кришна увидел, что Арджуна находится в иллюзии двойственности, и благословил его божественным видением. Даршан (лицезрение) вселенской формы бога показало Арджуне, что Вишну как Высшая реальность является создателем, хранителем и разрушителем всех миров, существ и деятельности. Арджуна не имел собственного выбора спасти никого на поле битвы, равно как и никого убить по своей воле. Как жизнь, так и смерть происходят по божественной воле. Таким образом, Кришна избавил Арджуну от иллюзии моральной дилеммы, что тот выбирает, жить или умереть кауравам.
Считается, что видения вселенской формы бога невозможно достичь ни знанием священных текстов, ни аскетизмом или отречённостью, ни какими-либо духовными практиками. Объясняется это тем, что физическое видение обусловлено законами природы, за пределы которых невозможно выйти. Восприятие вселенской формы Вишну доступно преданным (бхактам), которые видят только бога, и всё, что они делают, преданные совершают как поклонение богу. Такой же безраздельной преданности ждал Кришна от Арджуны, чтобы тот смог приблизиться к божественному восприятию. Эпизод с Вишварупой является одним из ключевых в «Бхагавадгите», поскольку вводит концепцию бхакти как главный путь к обретению души освобождения (мокши).

## Иконография
«Бхагавадгита» упоминает, что у вселенской формы Вишну множество рук, ртов, глаз и т. д. Однако это мало что даёт для его иконографического представления. Перед первыми художниками и скульпторами стояла непростая задача — превратить литературное описание вселенской формы в конкретный художественный образ. В результате иконографическая традиция пошла по двум противоположным путям. Первое решение было предложено скульпторами эпохи Гуптов в VI веке в форме Вишну со множеством голов и рук. Таким образом, было найдено внешнее решение проблемы множественности. Второе решение родилось позже и представляло человеческое тело Вишну как огромную Вселенную, внутри которой пребывают боги, люди, животные и все земные творения. Тем самым внутреннее решение представляло Вишну как гигантский универсум, включающий в себя всех и вся.
Позднее иконографические требования к образу Вишварупы были закреплены в Вишну-дхармоттара-пуране, относящейся к VII—IX векам. Вишварупа должен изображаться с четырьмя лицами: человек (восток), Нарасимха (юг), Вараха (север) и женщина (запад). Ездовой птицей Вишварупы выступает Гаруда. Согласно пуране Вишварупа имеет не менее четырёх рук и столько оружия, сколько возможно изобразить. Некоторые руки показывают священные жесты (мудры), другие держат символические атрибуты: плуг, шанкху, ваджру, стрелу, Сударшану, посох, петлю, Каумодаки, меч, лотос, рог, чётки и пр.
| | Первым известным сохранившимся до наших дней образом Вишварупы является изображение периода Гуптов, относящееся к художественной школе Матхуры. Изображение найдено в Бханкари (Раджастан, 27°34′37″ с. ш. 76°07′24″ в. д.) и датируется 430—460 годами. Скульптор, очевидно, был вдохновлён описанием из «Бхагавадгиты». Вишварупа имеет три головы: человек по центру, аватара Нарасимха и аватара Вараха. У него также четыре руки, а вокруг располагаются множество других существ и аватаров Вишну. |
| | Вторым по хронологическому порядку является барельеф, найденная в предместье Мумбая, называемом Парел (18°59′ с. ш. 72°50′ в. д.) в 1931 году. Cкульптура датируется XII веком и относится к позднему периоду правления Гуптов. Вишну представлен в семи фигурах, связанных друг с другом. Вдоль центральной оси барельефа находятся три стоящих образа. К двум нижним образам примыкают ещё две пары фигур. Сверху и снизу изображено пять фигуру, олицетворяющих ган (спутников или свиту), как музыкантов, так и охранников. Хотя образ представляет Вишварупу (Вишну), индологи полагают, что это редкий образ Вишварупы-Шивы.                                            |
| | Известное изображение Вишварупы находится в Храме Чангу Нараяна в Непале, посвящённом Кришне (27°42′59″ с. ш. 85°25′40″ в. д.. Это барельеф, датирующийся V—VI веками. В центре находится образ Вишну с десятью головами и руками. Его окружают три мира: Сварга вверху (небесная сфера богов), Притхиви посередине (земля и мир людей) и Патала внизу (подземный мир демонов). В каждом мире пребывают характерные для него существа: боги, люди и животные, наги и духи. Справа от Вишну располагаются демонические сущности, а слева — божественные, что символизирует двойственную природу вселенской формы.                                                              |
| | Схожий образ Вишварупы находится в храме Варахи (Уттар-Прадеш, 24°29′26″ с. ш. 78°19′14″ в. д.). Изображение датируется IX веком и представляет развитую иконографию Вишварупы. Божество имеет шесть рук и три головы: Хаягривы посередине и Нарасимхи и Варахи по сторонам. Вероятно, существовала и четвёртая голова, которая располагалась выше Хаягривы. Вокруг Хаягривы находится ореол из человеческих голов. Из фигур исходят языки пламени, что символизирует ослепительное сияние, исходящее от Вишварупы, подобно бушующему огню. |
| Внешние изображения Вишварупа в Шамаладжи http://ignca.gov.in/wp-content/uploads/2016/08/vb1482.gif | В Шамаладжи (Гуджарат) находится крупный центр паломничества, где размещается храмовый комплекс в честь Гада-дхари, то есть Вишну или Кришны, держащего булаву (23°41′17″ с. ш. 73°23′13″ в. д.). В храме сохранилось три каменных образа Вишварупы, датируемых VI веком. Они имеют три головы животных (аватары Вишну) и восемь рук. Из верхней части божества исходит своеобразный ореол из существ, олицетворяющих бесчисленные формы Вишну. Особенностью образа в Шамаладжи является его сидячее положение. Некоторые культурологи полагают, что скульптор хотел показать бесконечные «роды» миров и существ, поэтому изобразил Вишварупу в позе матрики (богини-матери). |
| | Альтернативная иконография Вишварупы, развивающаяся с XVII века, отошла от множественности форм Вишну и перешла к изображению его универсумом, в котором пребывают миры и существа. В каждой части тела Вишну находятся миры: от стоп, где располагаются демонический мир со змеями и злыми духами, до груди и головы с божественным миром, полным богов. Его глазами являются Солнце и Луна, в руках он держит четыре атрибута (шанкху, Сударшану, Каумодаки и цветок лотоса). |
| Внешние изображения                                                                                 | |
| Вишварупа в Шамаладжи                                                                               | |
| | http://ignca.gov.in/wp-content/uploads/2016/08/vb1482.gif |